# Nototriche pedatiloba
Nototriche pedatiloba är en malvaväxtart som beskrevs av Arthur William Hill. Nototriche pedatiloba ingår i släktet Nototriche och familjen malvaväxter. Inga underarter finns listade i Catalogue of Life.